# 飛島火力発電所

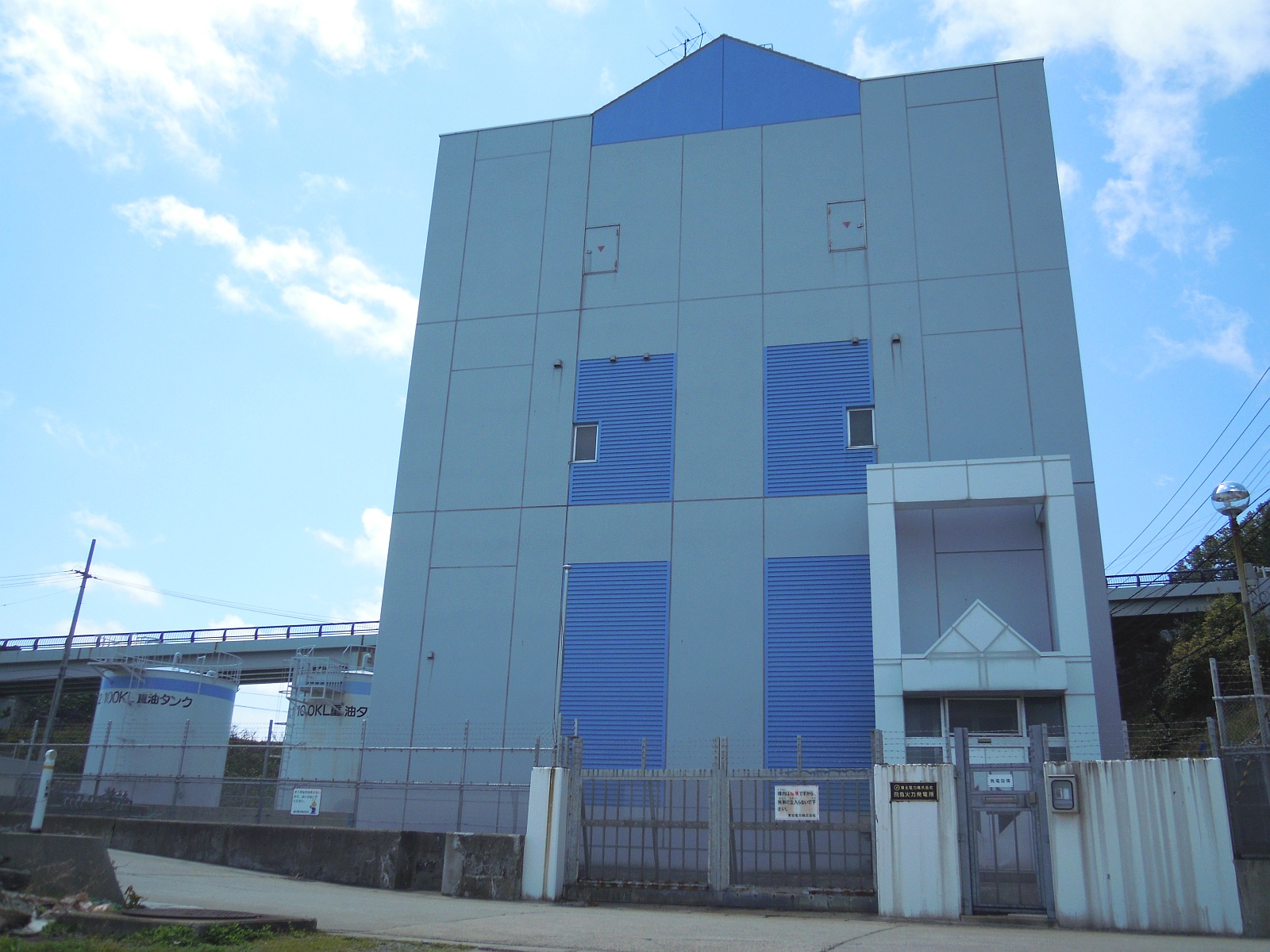
東北電力ネットワーク飛島火力発電所

飛島火力発電所（とびしまかりょくはつでんしょ）は、山形県酒田市飛島にある東北電力ネットワークの火力発電所。

## 概要
飛島内に電力を供給する内燃力発電方式の火力発電所。1号機が運転開始後、順次増設され6号機までが建設された。一方で老朽化に伴い、1、2号機は1974年に廃止された。
1990年代に入り、電力需要の増加および老朽化に対応するため、既設発電所の隣接地に発電所本館を新築、4～6号機を順次移設を行い、新たに7号機を増設することとした。1996年4月に4号機の移設と7号機の新設が完了、営業運転を開始した。同年6月には5、6号機の移設が行われ、3号機が廃止された。
その後、平成19年度供給計画により、8号機の新設が発表。4号機が2008年4月に廃止され、同年6月に8号機が営業運転開始した。
2020年4月、東北電力から子会社の東北電力ネットワークに移管された。

## 発電設備
- 総出力：750kW（2014年4月現在）[4]
- 発電方式：ディーゼル発電方式（内燃力発電）

5号機
定格出力：150kW
使用燃料：重油
営業運転開始：
移設工事完了：1996年6月
6号機
定格出力：200kW
使用燃料：重油
営業運転開始：
移設工事完了：1996年6月
7号機
定格出力：200kW
使用燃料：重油
営業運転開始：1996年4月10日
8号機
定格出力：200kW
使用燃料：重油
営業運転開始：2008年6月20日

### 廃止された発電設備
1号機（廃止）
定格出力：
使用燃料：重油
廃止時期：1974年
2号機（廃止）
定格出力：
使用燃料：重油
廃止時期：1974年
3号機（廃止）
定格出力：80kW
使用燃料：重油
廃止時期：1996年6月
4号機（廃止）
定格出力：150kW
使用燃料：重油
廃止時期：2008年4月14日
移設工事完了：1996年4月10日